# لولیتا (عاشقی زوده برات)
« عاشقی زوده برات» (به انگلیسی: Lolita (trop jeune pour aimer)) تک‌ آهنگی از هنرمند اهل کانادا سلین دیون است که در سپتامبر ۱۹۸۷ منتشر شد.